# Babeszjoza owiec
Babeszjoza owiec (łac. Babesiosis ovium) – pasożytnicza choroba owiec, kóz, muflonów, jeleni, danieli. Chorobę powodują pierwotniaki Babesia motasi oraz Babesia ovis z rodziny babeszje należącej do protista, które umiejscowjają się w krwinkach czerwonych. Są przenoszone przez kleszcze Ixodes ricinus, Ixodes persulcatus, Rhipicephalus bursa, Dermacentor silvarum oraz Haemophysalis punctata. Po paru dniach pojawia się krwawy mocz oraz stopniowo rozwija się niedokrwistość będąca efektem niszczenia krwinek czerwonych przez dzielące się pasożyty.

## Zmiany anatomopatologiczne
Stwierdza się obrzęk tkanki podskórnej. W jamach ciała występuje płyn surowiczy. Pęcherz moczowy wypełniony ciemnobrunatnym moczem.

## Rozpoznawanie
Diagnozę stawia się na podstawie objawów klinicznych, zmian anatomopatologicznych oraz na podstawie stwierdzenia obecności pierwotniaków w erytrocytach w rozmazie krwi barwionym barwnikiem Giemsy.